# یک بانوی خاص
یک بانوی خاص (انگلیسی: A Special Lady؛ کره‌ای: 미옥) یک فیلم اکشن جنایی سال ۲۰۱۷ کره جنوبی به کارگردانی لی آن گیو و با بازی کیم هه سو، لی سون کیون و لی هی جون است.

## بازیگران
- کیم هه سو در نقش نا هیون جونگ
- لی سون کیون در نقش ایم سانگ هون
- لی هی جون در نقش چوی ده شیک
- چوی مو سونگ در نقش رئیس کیم
- کیم مین سوک در نقش جو هوان
- اوه ها نی در نقش وی
- هان سو یونگ در نقش کیم یو سا
- چا سون به در نقش رئیس جانگ
- گوک جونگ وونگ در نقش رئیس کیم
- کوان یول در نقش گونگ میونگ (حضور افتخاری)